# Anthopterus ecuadorensis
Anthopterus ecuadorensis är en ljungväxtart som beskrevs av J.L. Luteyn. Anthopterus ecuadorensis ingår i släktet Anthopterus och familjen ljungväxter. Inga underarter finns listade i Catalogue of Life.